# Живоин Балугджич
Живоин Балугджич (на сръбски: Живојин Балугџић или Živojin Balugdžić) e сръбски и югославски дипломат, деец на сръбската пропаганда в Македония.

## Биография
Балугджич е роден в 1868 година в Белград, Сърбия. Започва да учи право в Белград, а завършва в Женевския университет. В 1894 година емигрира от Сърбия заради статията „Рушите двор“, публикувана във вестника „Народни приятел“, издаван заедно с Наум Димитриевич. Връща се след Майския преврат от 1903 година и става секретар на Петър Караджорджевич и шеф на пресбюрото на Министерството на външните работи. В 1906 година е секретар на посолството в Цариград.
В 1907 година наследява Светислав Станоевич като сръбски консул в Битоля, а от 10 септември същата година до 8 май 1909 година е сръбски консул в Скопие. Опитва се да примири сблъсъка между консулското и митрополитското течение, начело с Викентий Скопски, който настоява напълно да изземе от сръбските дипломати ръководството на революционното и учебното дело в Македония. Между 1909 и 1912 г. е сръбски консул в Солун.
По-късно е посланик на Кралство Сърбия в Атина (1913-1914), на Кралството на сърби, хървати и словенци в Рим (1926-1927) и в Берлин (1927-1929), на Кралство Югославия в Берлин (1929-1935). Пенсионира се в 1935 година, умира в 1941 година.
- Доклад на генералния консул в Солун Балугджич до премиера Никола Пашич за създаването на гръцки революционен комитет във Воден, 22 февруари 1910 г.
- Доклад на генералния консул в Солун Балугджич до външния министър Милован Милованович за четническата дейност в Макеодния, 3 май 1910 г.
- Телеграма от сръбския посланик в Атина Балугджич до МвНР в Ниш за предложението на руското правителство, изпратено до френското и британското, да искат от Гърция в полза на България пояса от Дойран по линията между Воден и Негуш до Костур, Атина, 15 август 1914 г.
- Телеграма от сръбския посланик в Атина Балугджич до МвНР в Ниш за това, че съюзническата флота има заповед след бомбардиране на Дарданелите да навлезе в Босфора, 7 февруари 1915 г.